# Dziadowo
Dziadowo – wieś w północno-zachodniej Polsce, położona w województwie zachodniopomorskim, w powiecie gryfickim, w północno-wschodniej części gminy Gryfice. W latach 1946–1998 miejscowość administracyjnie należała do województwa szczecińskiego.
Dzieci z miejscowości Dziadowo są dowożone do Szkoły Podstawowej w Górzycy i do Gimnazjum Nr 1 w Gryficach. Mieszkańcy zaopatrują się w wodę ze studni przydomowych.

## Rys historyczny
Wieś z XIII wieku, istnieje wzmianka o miejscowości w dokumencie z 23 marca 1300 roku. Wówczas to bowiem Gryfice otrzymały wieś wraz z 16 łanami ziemi. Była własnością miasta do XVIII wieku. Nazwa tej miejscowości była różnie wymieniana w dokumentach: Dobo, Dodona, Dadowo. Na mapie Lubinusa z 1618 roku widnieje nazwa Dadow. Taka nazwa była do 1945 roku. 
Wieś okolnicowa, z zachowanymi cechami założenia pierwotnego. Układ dróg, ilości i wielkości działek siedliskowych odpowiada prawdopodobnie okresowi z czasów lokacji, jedynie w płn-zach części wsi, poza układem historycznym, zlokalizowana jest jedna dwubudynkowa zagroda. Układ okolnicy zachowany bez zmian w północno-zachodniej części wsi pojawiła się prawdopodobnie na początku XX wieku druga zagroda. Zabudowa działek pochodzi z okresu od połowy XIX wieku do początku XX wieku. Układ przestrzenny wsi z wyjątkiem zagród w płn.-zach. części założenia, leżących poza układem pierwotnym – jako bardzo cenny i rzadki na terenie Pomorza Zachodniego.

## Samorząd mieszkańców
Gmina Gryfice utworzyła jednostką pomocniczą – "Sołectwo Dziadowo", które obejmuje jedynie wieś Dziadowo. Organem uchwałodawczym sołectwa jest zebranie wiejskie, na którym mieszkańcy wybierają sołtysa. Działalność sołtysa wspomaga jest rada sołecka, która liczy od 3 do 7 osób – w zależności jak ustali wyborcze zebranie wiejskie.